# Adrian Sikora (Fußballspieler)
Adrian Sikora (* 19. März 1980 in Ustroń, Polen) ist ein polnischer ehemaliger Fußballspieler, der meistens auf der Position des Mittelstürmers eingesetzt wurde.

## Karriere

### Verein
Sikora begann seine Profikarriere 2002 bei Podbeskidzie Bielsko-Biała in der 2. Polnischen Liga. Hier schoss er in seiner ersten Profisaison sechs Tore in 15 Spielen. 2003 wechselte er zum polnischen Rekordmeister Górnik Zabrze. In der Ekstraklasa absolvierte er insgesamt 26 Spiele für Górnik und erzielte in diesen zehn Tore. Seine Auftritte überzeugten die Verantwortlich von Groclin Grodzisk, sodass er 2004 verpflichtet wurde. In fünf Saisons brachte er es hier auf 109 Spiele und 46 Tore. 2008 wechselte er nach Spanien zu Real Murcia in die Segunda División. Hier versagte er jedoch auf ganzer Linie und schoss in 25 Ligaspielen nur ein einziges Tor. 2009 wurde er zu APOEL Nikosia nach Zypern verkauft. Allerdings verletzte sich Adrian Sikora gleich in einem der ersten Ligaspiele und fiel insgesamt eineinhalb Jahre aus. Im Herbst 2011 wechselte er zum polnischen Erstliga-Aufsteiger Podbeskidzie Bielsko-Biała. In der Saison 2011/12 kam er in 14 Ligaspielen zum Einsatz, konnte aber kein Tor erzielen. Zur Saison 2012/13 unterschrieb er einen Einjahresvertrag beim Ekstraklasa-Aufsteiger Piast Gliwice. Dann folgte sieben Monate bei Nadwiślan Góra; ab Februar 2014e spielt er wieder für seinen ehemaligen Jugendverein Kuźnia Ustroń. 2021 beendete er seine Karriere.

### Nationalmannschaft
Er spielte zwei Mal in der polnischen Fußballnationalmannschaft und erzielte ein Tor.

## Erfolge
- Polnischer Pokalsieger (2005 und 2007)
- Polnischer Ligapokalsieger (2007 und 2008)
- Zyprischer Superpokalsieger (2009)